# 반 다크홈
반 다크홈(영어: Van Darkholme, 1972년 10월 24일 ~)은 베트남계 미국인 배우이다. 베트남에서 태어났고, 미국으로 이주하여 게이 포르노 배우와 전문 연출가로 활동하였다. 특히 그의 연출 작품에는 본디지와 BDSM 요소가 포함되어 있는 것이 특징이다. 빌리 헤링턴, 마크 울프, 닉 스틸과의 공동 출연작 《라커룸의 제왕》(Lords of the Lockerroom)과, 직접 연출한 《하우스 오브 디텐션》(House of Detention) 영상의 일부가 인터넷을 통해 유머로 소비되면서, 다른 출연자들과 함께 이름이 알려지게 되었다.

## 생애

### 성장 과정
1972년 베트남에서 태어났다. 10세에 미국으로 이주한 후 농부의 아이로 청춘 시절을 보냈다. 켄터키주의 고등학교를 졸업했으며, 1999년부터 웹사이트에서 자신을 피사체로 한 본디지 사진을 올려 배우가 되기 이전부터 화제가 되었다. 그와 교제가 있었던 타이탄 미디어의 배우 키스 웨브(Keith Webb)의 죽음을 계기로 배우가 되기로 결심하였고, 타이탄 미디어의 Three Easy Pieces로 영화 데뷔를 하였다.

### 배우 생활
1995년도에 유덕화 주연의 홍콩 액션 영화 《도망자》에는 흑곰 역으로 출연하는 등, 원래는 영화 배우를 지망하였다. 본격적으로 포르노 배우로 활동을 시작한 것은 Three Easy Pieces에서이다. 이 동영상이 히트를 치자 타이탄사 측이 스타로서 그에게 Fallen Angels 시리즈에 나와 줄 것을 요청했지만, 결국 계약이 행해지지 않았고, 그 후 그와 타이탄사의 관계는 결렬하게 되었다. 다크홈은 머슬 바운드 프로덕션(Muscle Bound Production)을 설립하여, 스스로 감독으로서 《라커룸의 제왕》(The Lords of the Lockroom), 《하우스 오브 디텐션》(House of Detention)는 작품을 찍고 계속 활동을 하였다.
다크홈의 본디지 사진첩 《Male Bondage》는 2006년 6월에 브루느 그문더에 의해 출판되었다. 2008년에 샌프란시스코 소재 BDSM 스튜디오인 킹크닷컴(Kink.com)에 채용되어, 본디지와 레슬링 장르의 게이 포르노를 연출하고 있다.
2008년부터 Kiva를 통해 고향 베트남과 캄보디아 같은 개발 도상국에 자신의 사이트에서 얻은 이익을 모두 기부하는 형태로 자선 활동을 하고 있다.
2012년부터 은퇴를 했지만 킹크닷컴의 포르노에 출연하고 있다.

## 인터넷 유행

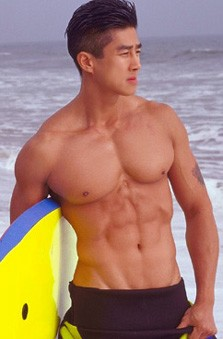
반 다크홈

일본에서는 주로 니코니코 동화와 같은 동영상 사이트에 자주 나오며, 그를 바탕으로 한 다양한 매드무비가 만들어지고 있다. 'TDN 코스기'라는 별칭으로도 통하는데, 이는 타다노 카즈히토와 케인 코스기에서 유래한다. 특히 "Fuck You", "Deep Dark Fantasy", "Boy Next Door"라는 대사(아래는 원본 영상)가 자주 패러디된다.
- F*ck You - 유튜브
- Deep Dark Fantasy - 유튜브

## 출연 작품
(이하 모든 Muscle Bound Productions 제작)
- 2001년 White Rope
- 2002년 Black Rope
- 2004년 Raw Rope
- 2004년 Bondo Gods, Vol. 1
- 2004년 Bondo Gods, Vol. 2
- 2005년 Van-Nilla
- 2005년 Rear Window
- 2005년 Once Upon a Time
- 2005년 Bondo Gods, Vol. 3
- 2005년 Bondo Gods, Vol. 4
- 2006년 Bondo Gods, Vol. 5
- 2007년 Anatomy of Bondage
- 2008년 Bondo Gods, Vol. 6
- 2008년 Bondo Gods, Vol. 7

## 저서
- Male Bondage (Bruno Gmünder, 2006년, ISBN 3-86187-990-5)